# Omdurman-moskee
De Omdurman-moskee is een moskee in Omdurman, de grootste stad van Soedan. De moskee heeft een koepel en een minaret.